# ديزرائيلي (فلم)
ديزرائيلي (بالإنجليزية: Disraeli) هو فيلم دراما تم إنتاجه في الولايات المتحدة وصدر في سنة 1929.

## ترشيحات وجوائز
| السنة | الحدث | الفئة            | النتيجة  |
| ----- | ----- | ---------------- | -------- |
|       |       | أوسكار أحسن ممثل | فـــــوز |

## وصلات خارجية
- مقالات تستعمل روابط فنية بلا صلة مع ويكي بيانات